# Lessay (commune déléguée)
Lessay est une ancienne commune française du département de la Manche et la région Normandie.
Le 1er janvier 2016, elle fusionne avec sa voisine Angoville-sur-Ay au sein de la commune nouvelle de Lessay ; elle prend alors le statut administratif de commune déléguée, statut supprimé le 9 mars 2020, la fusion devenant totale.

## Géographie
Lessay se trouve dans la péninsule du Cotentin dans le Bocage normand. La bourgade est arrosée par l'Ay et est pratiquement située sur la côte de la Manche, au fond de l'estuaire du fleuve côtier formant le havre de Lessay (ou havre de Saint-Germain-sur-Ay).
Lessay est à 85 km à vol d'oiseau à l'ouest de Caen.
Le point culminant (42 m) se situe sur une pente au point extrême nord du territoire, près du lieu-dit le Moret. Le point le plus bas (5 m) correspond à la sortie l'Ay du territoire et son entrée dans le havre de Lessay, à l'ouest.
| Angoville-sur-Ay, Saint-Germain-sur-Ay | Angoville-sur-Ay, Vesly  | Vesly       |
| Havre de Lessay (Manche), Créances     | Lessay, commune déléguée | Millières   |
| Créances                               | Créances                 | La Feuillie |

### Milieux naturels et biodiversité
- Tourbière de Mathon : réserve naturelle de seize hectares contenant une grande diversité de plantes dont 170 très rares comme les droséras. Visites assurées par le Centre permanent d'initiative pour l'environnement du Cotentin basé à Lessay. La lande de Lessay est évoquée par Jules Barbey d'Aurevilly dans son roman L'Ensorcelée (1854).

## Urbanisme

### Transport
Lessay est sur le tracé de l'ancienne ligne de chemin de fer entre Sottevast et Coutances.
L'agglomération est accessible par la route départementale 900.
Elle fait partie du réseau du transport en commun départemental par bus (Manéo) via les lignes 106 Montebourg - Barneville-Carteret, 300 Mortain - Saint-Hilaire-du-Harcouët - Avranches - Cherbourg-Octeville, 301 Cherbourg-Octeville - Lessay - Coutances et 302 Granville - Coutances - Cherbourg-Octeville.[Passage à actualiser]

## Toponymie
Le nom de la localité est attesté sous la forme Exaquium en 1056.
Jusqu'à la Révolution, la paroisse s'appelait Sainte-Opportune ou Sainte-Opportune-de-Lessay. Elle prit le nom de Lessay en 1793.
Le nom de Lessay est un toponyme ayant pour origine un mot du latin tardif *exaquium, non attesté, mais qui s'apparente au verbe *exaquare, reconstitué comme possible origine de l'ancien français essever, essiaver qui signifie « laisser s'écouler ». Le substantif « essai » est attesté en jersiais. Il a pour signification « passage pratiqué pour l'écoulement des eaux » et renvoie plus généralement à l'oïl essai « conduit d'eau, rigole, canal d'écoulement ». Le rapport avec Lessay est évident puisque cette bourgade est au débouché d'un cours d'eau, l'Ay, et est environnée de marécages aujourd'hui partiellement asséchés.
Le gentilé est Lessayais.

## Histoire

### Préhistoire
Un important dépôt d'haches à douilles datant du bronze ancien  fut trouvé sur le territoire communal.

### Antiquité
Au cours d'une opération préventive de diagnostic menée, en 2016, rue du Hamet, il a été mis au jour, et ceci pour la première fois, des indices structurés d'une occupation gallo-romaine à Lessay. Ils sont à rapprocher des données anciennes qui placent le passage de la voie Corialo (Cherbourg) / Cosedia/Constancia (Coutances) à moins de 500 m vers l’ouest.

### Moyen Âge
La baronnie de Cavilly (également sur La Feuillie) était l'un des huit fiefs relevant de l'abbaye de Lessay.
C'est au cours du XIIIe siècle qu'est créée, à l'initiative de l'abbaye de Lessay, la foire annuelle de la Sainte-Croix, drainant des marchands vers la commune.

### Période moderne
Lors de la Révolution française, Jean-Jacques Lemoucheux (1726-1806) avocat, député de Lessay aux États Généraux de Coutances de 1789, premier maire, juge de paix et officier de police, sera accusé de faiblesse.

### Période contemporaine

#### Seconde Guerre mondiale
La commune subit de lourds dégâts les 7 et 8 juin 1944, lors des bombardements stratégiques alliés préalables à la bataille de Normandie dans le Cotentin. Déjà très endommagée, l'abbaye est minée par les Allemands avant leur départ. Lessay est libérée le 27 juillet suivant après une difficile avancée lors de la bataille des Haies.

#### Trente Glorieuses
En 1960, le territoire accueille le zoo de la Fosse à la Reine, près de l'actuel rond-point du Ferrage, créé par un éleveur de Marchésieux. Il est transféré en 1977 à Jurques.

#### XXIesiècle
En 2015, les communes de Lessay et de Angoville-sur-Ay décident de créer une commune nouvelle baptisée « Lessay ». L'arrêté préfectoral fixant les conditions de cette création est publié le 28 septembre et entre en vigueur le 1er janvier 2016. Le 9 mars 2020, la fusion est transformée en fusion simple, les communes déléguées étant supprimées.

## Politique et administration

### Administration municipale
Le conseil municipal était composé de dix-neuf membres dont le maire et cinq adjoints.

### Liste des maires

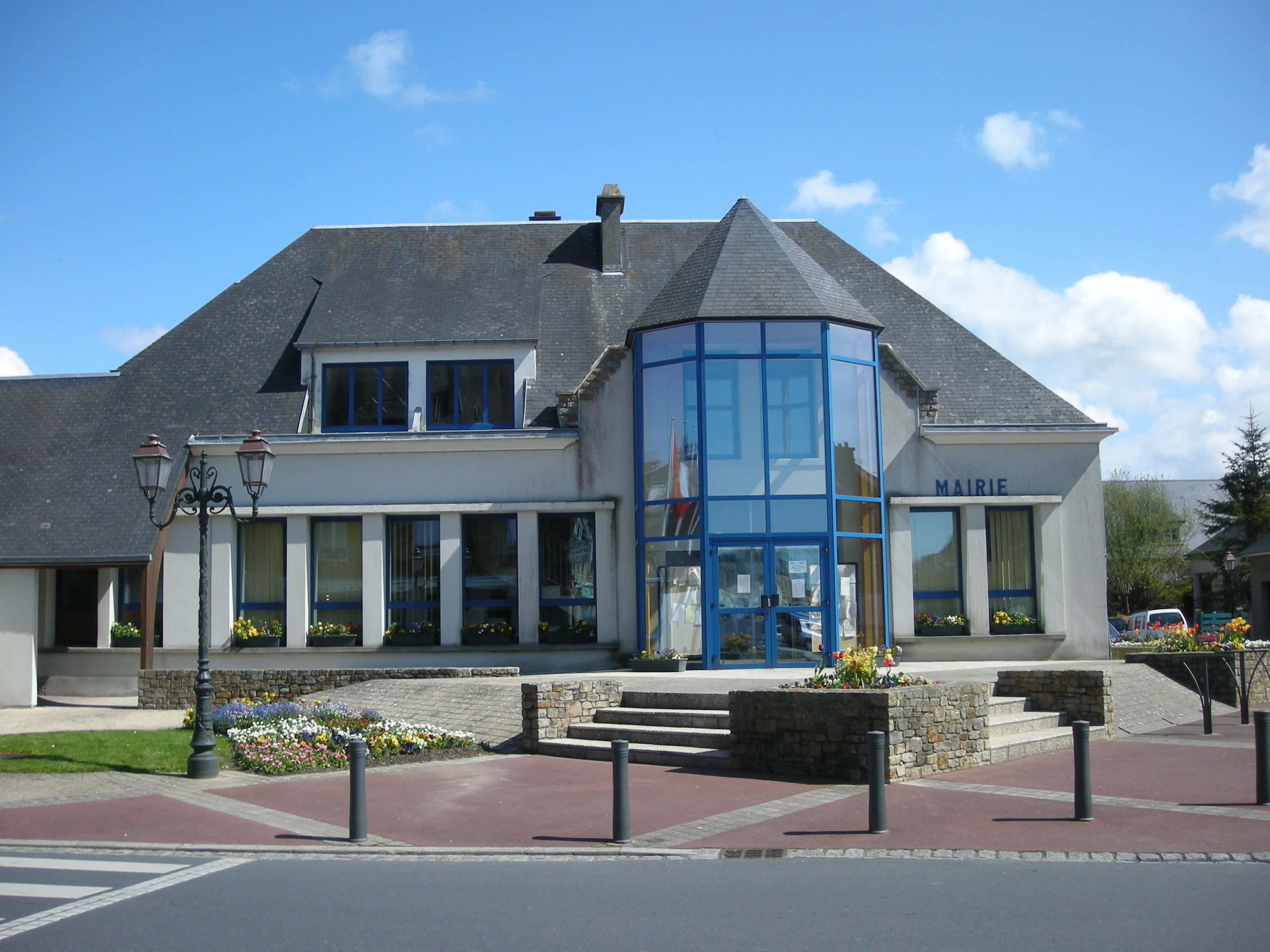
La mairie.

| Période                                  | Période          | Identité                               | Étiquette | Qualité                                   |
| ---------------------------------------- | ---------------- | -------------------------------------- | --------- | ----------------------------------------- |
| 1835                                     | 1840             | Gilles-Quirin Gohet                    |           |                                           |
| 1886                                     | 1892             | André Fauvel                           |           | Notaire, conseiller général               |
| 1892                                     | 1842             | Maurice-Hippolyte Laigre de Grainville |           |                                           |
| 1896                                     | 1926             | Léon Fauvel                            |           | Notaire, conseiller général               |
| 1926                                     | 1945             | Octave Lucas                           | FR        | Notaire, député                           |
| 1945                                     | 1947             | Albert Le Grand                        |           | Pharmacien, conseiller général            |
| 1947                                     | 1977             | René Lecocq                            |           | Comptable, conseiller général             |
| 1989                                     | 1996             | Jean-François Le Grand                 | RPR       | Vétérinaire, conseiller général, sénateur |
| 1996                                     | 31 décembre 2015 | Claude Tarin                           |           | Cadre d'entreprise                        |
| Les données manquantes sont à compléter. |                  |                                        |           |                                           |

| Période          | Période | Identité     | Étiquette | Qualité            |
| ---------------- | ------- | ------------ | --------- | ------------------ |
| 1er janvier 2016 | 2020    | Claude Tarin |           | Cadre d'entreprise |

### Jumelages
- Ennigerloh (Allemagne) depuis 1987.
- Săbăoani (Roumanie) depuis 1996.

## Population et société

### Démographie
En 2018, la commune comptait 1 994 habitants. Depuis 2004, les enquêtes de recensement dans les communes de moins de 10 000 habitants ont lieu tous les cinq ans (en 2005, 2010, 2015, etc. pour Lessay (commune déléguée)) et les chiffres de population municipale légale des autres années sont des estimations.
| 1793  | 1800  | 1806  | 1821  | 1831  | 1836  | 1841  | 1846  | 1851  |
| ----- | ----- | ----- | ----- | ----- | ----- | ----- | ----- | ----- |
| 1 709 | 1 501 | 1 574 | 1 677 | 1 696 | 1 749 | 1 718 | 1 641 | 1 619 |

| 1856  | 1861  | 1866  | 1872  | 1876  | 1881  | 1886  | 1891  | 1896  |
| ----- | ----- | ----- | ----- | ----- | ----- | ----- | ----- | ----- |
| 1 590 | 1 527 | 1 541 | 1 509 | 1 533 | 1 384 | 1 333 | 1 297 | 1 274 |

| 1901  | 1906  | 1911  | 1921  | 1926  | 1931  | 1936  | 1946  | 1954  |
| ----- | ----- | ----- | ----- | ----- | ----- | ----- | ----- | ----- |
| 1 179 | 1 221 | 1 162 | 1 042 | 1 058 | 1 050 | 1 053 | 1 100 | 1 225 |

| 1962  | 1968  | 1975  | 1982  | 1990  | 1999  | 2005  | 2010  | 2015  |
| ----- | ----- | ----- | ----- | ----- | ----- | ----- | ----- | ----- |
| 1 336 | 1 375 | 1 327 | 1 389 | 1 719 | 1 763 | 2 010 | 2 025 | 2 014 |

| 2018  | - | - | - | - | - | - | - | - |
| ----- | - | - | - | - | - | - | - | - |
| 1 994 | - | - | - | - | - | - | - | - |

### Manifestations culturelles et festivités

#### Foire de la Sainte-Croix
Chaque année, au cours du deuxième week-end de septembre, a lieu la grande foire dite « millénaire » de la Sainte-Croix (2e foire de ce genre en France), créée au XIe siècle par les moines bénédictins de Lessay, et confirmée par l'édit du roi Louis XIV en mars 1671. Elle accueille chaque année sur trois jours 1 500 exposants, ainsi qu'une fête foraine, et près de 400 000 visiteurs. La première mention connue de la foire remonte au début du XIIe siècle dans une bulle du pape Urbain III.

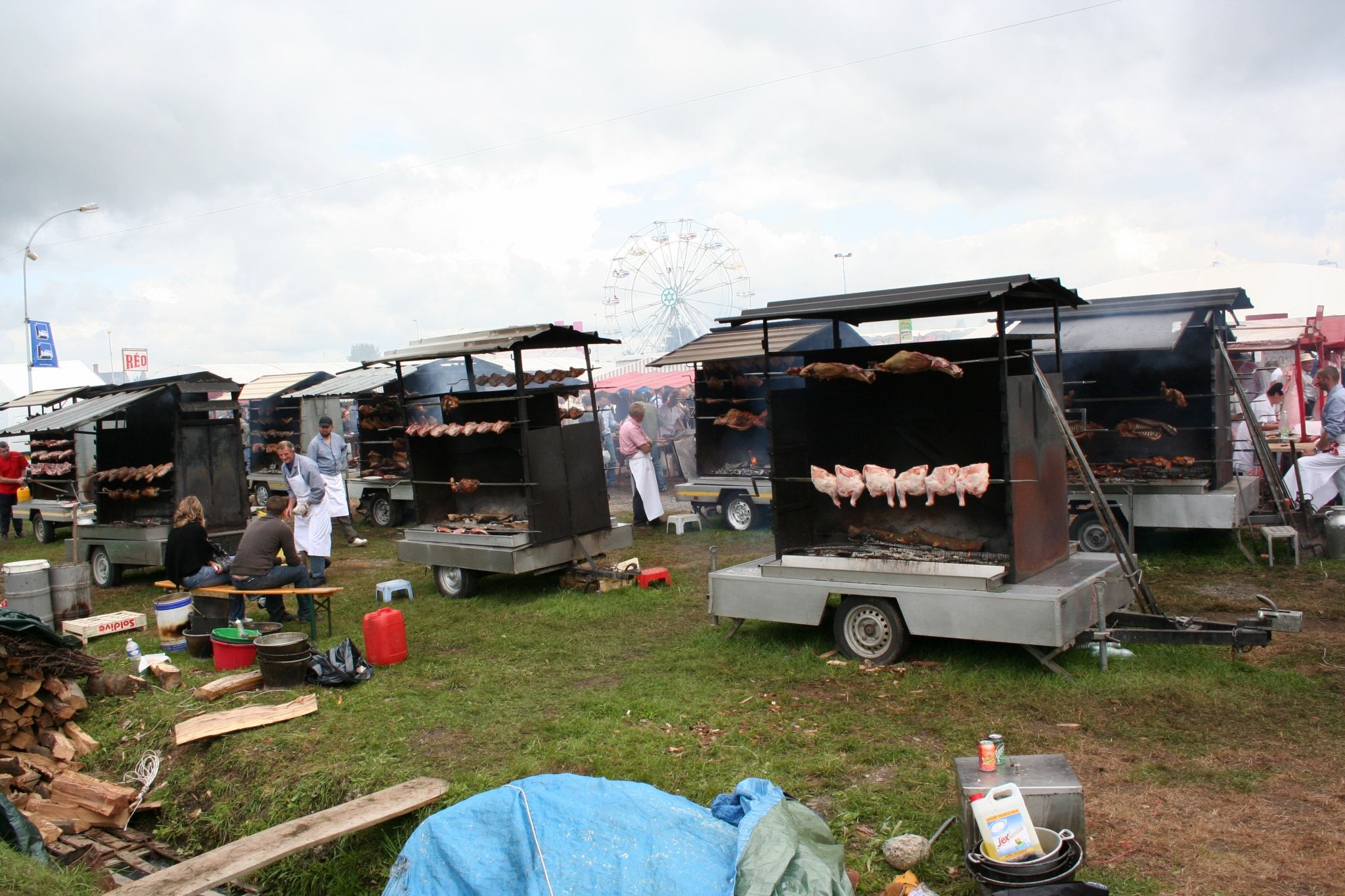
Allée des rôtisseurs.
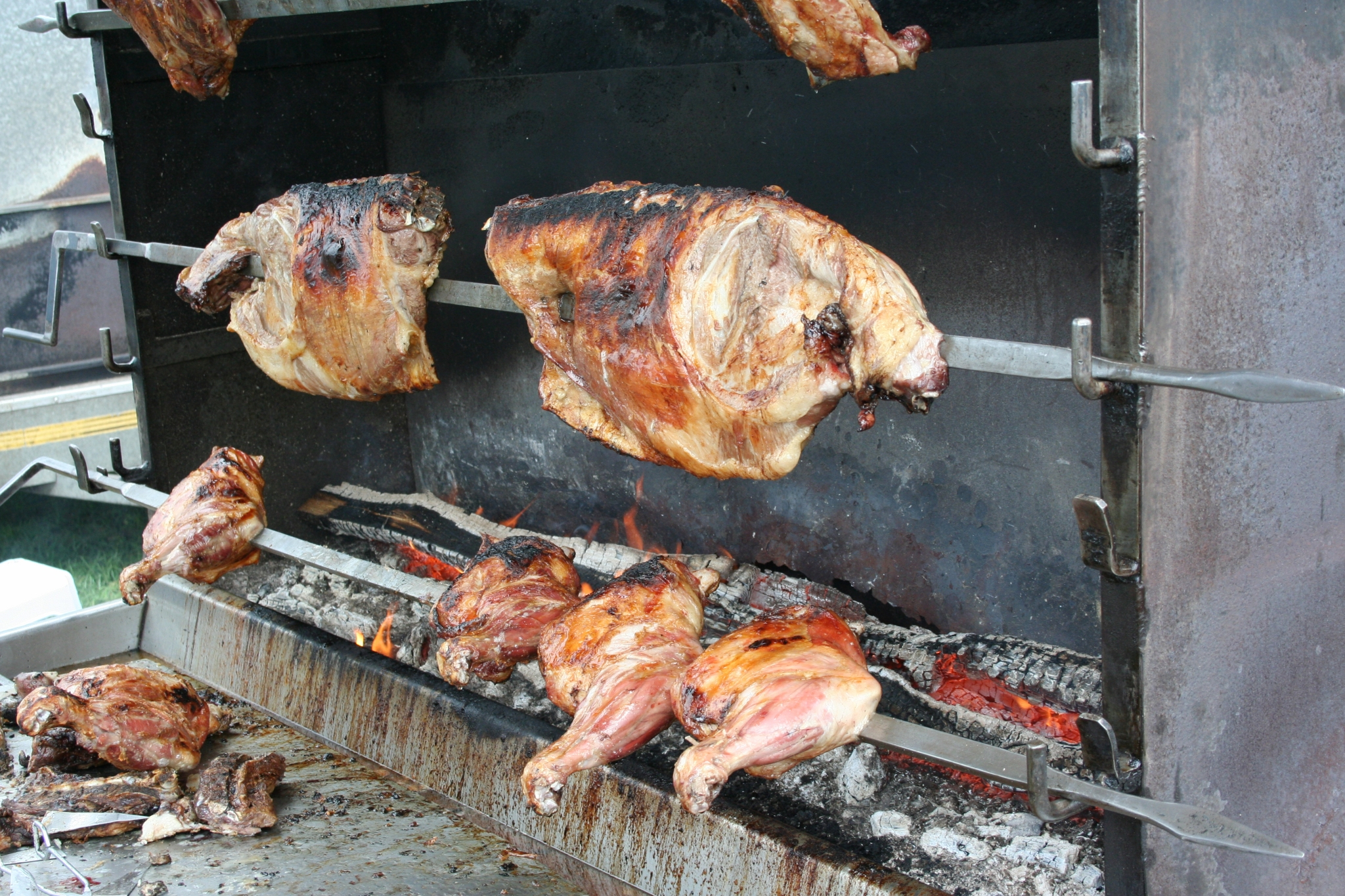
Morceau de gigot et de côte en cours de cuisson.
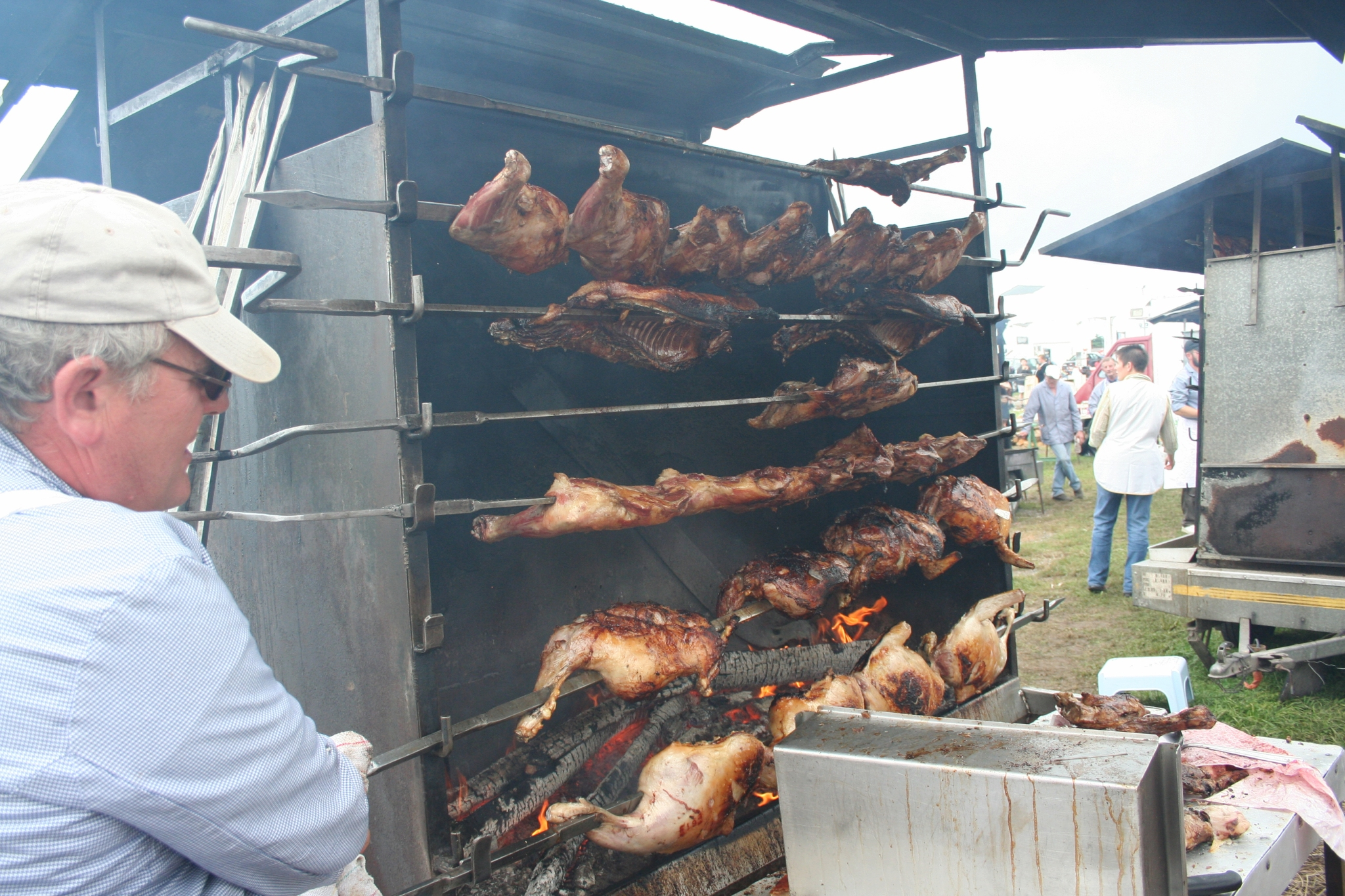
Rôtissoire.
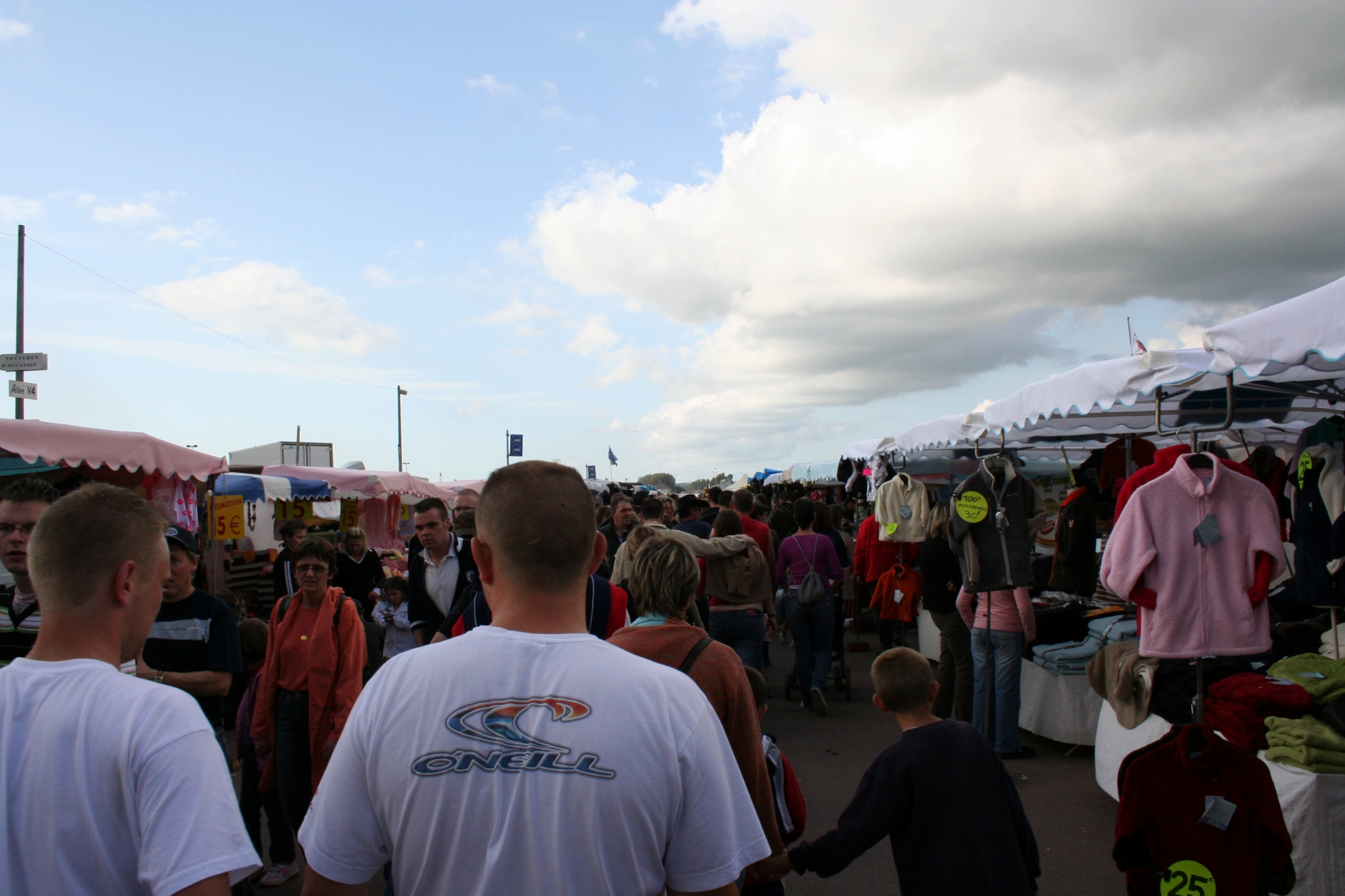
Allée marchande.
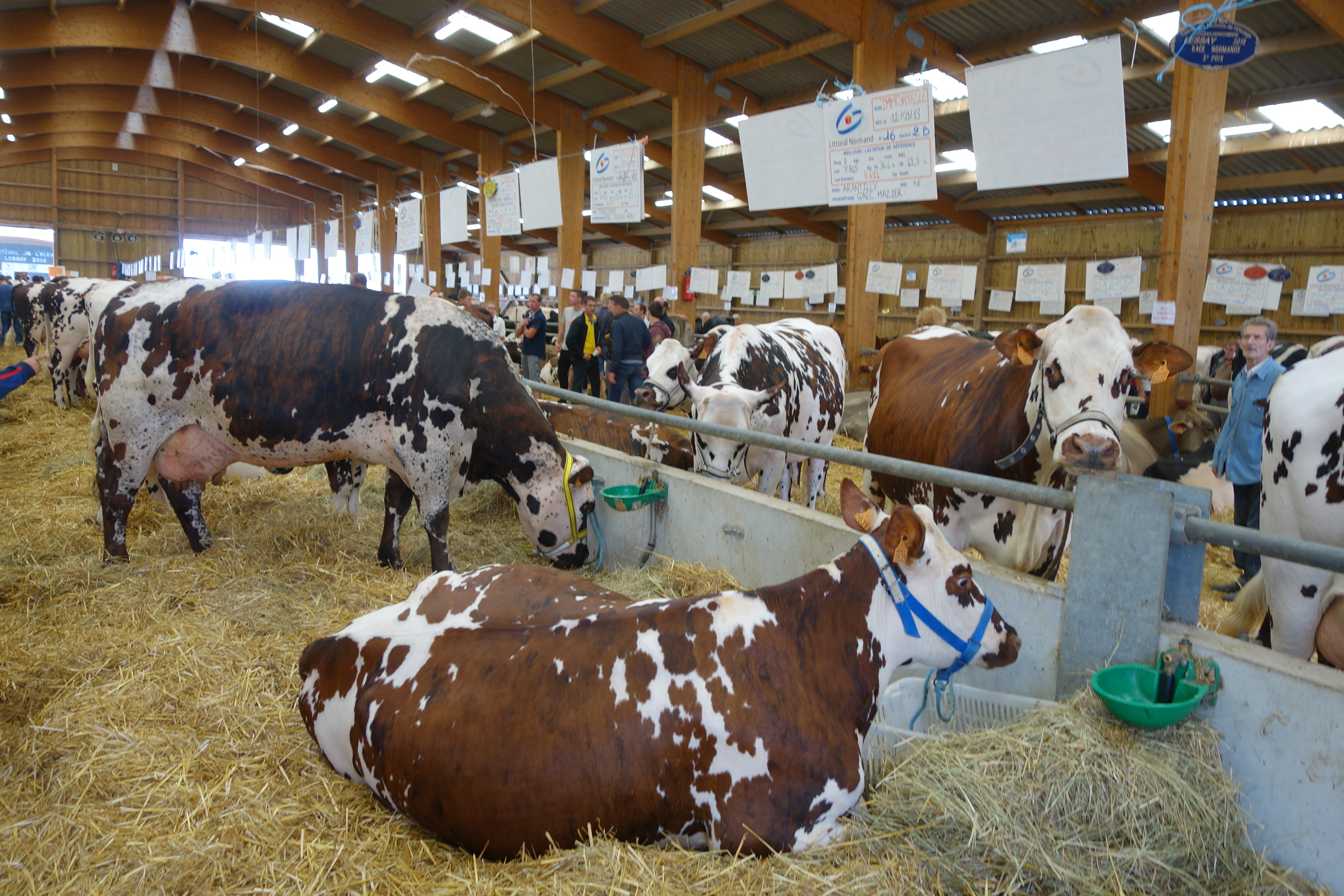
Halle aux bestiaux.

#### Les Heures musicales
Les Heures musicales de l'abbaye de Lessay ont lieu chaque année depuis 1993 à l'intérieur de l'église abbatiale au mois de juillet et août. Il s'agit d'une manifestation musicale internationale principalement orientée autour de la musique sacrée et qui réunit des ensembles tels que William Christie et Les Arts florissants, Il Seminario Musicale et Gérard Lesne, Chœur de chambre Accentus et Laurence Equilbey, Gabriele Garrido et l'Ensemble Elyma, Jean Tubery et La Fenice, le quatuor Psophos, Chiara Banchini, Paul McCreesh et le Gabrieli Consort and Players, Emmanuel Krivine, Patrick Cohën-Akenine, Hervé Niquet et le Concert spirituel, Fabio Biondi et Europa Galante, Michel Corboz et l'Ensemble instrumental de Lausanne, ainsi que des organistes tels que Jean Guillou, Thierry Escaich, et des pianistes tels que Nicholas Angelich, Bruno Rigutto, Andreas Staier.

### Sports et loisirs
L'Union sportive de Lessay fait évoluer trois équipes de football en divisions de district.

## Économie
- Laiterie-fromagerie du Val d'Ay, fondée en 1931, établissements Th. Réaux, site ouvert au public où est toujours produit le camembert de Normandie Réo.
- Soléco-Florette : sachets de salade.
- Jambons de Lessay.

## Culture locale et patrimoine

### Lieux et monuments

#### L'abbaye
L'abbaye romane de Lessay des XIe, XVIIe – XXe siècles est l'un des principaux centres d'intérêts de la commune. Fondée vers 1056 par le baron de La Haye-du-Puits, Richard Turstin Haldup (ou Haloup), son épouse Anne et leur fils Eudes au Capel, l'abbaye bénédictine accueille les moines de l'abbaye du Bec. L'abbaye est richement dotée par ses bienfaiteurs, permettant la construction avant la fin du XIe siècle, de la salle capitulaire, du chœur, du transept et les deux premières travées de la nef. L’église abbatiale est consacrée, sans être achevée en 1178.
L'abbaye connaît son apogée religieuse et matérielle aux XIIe et XIIIe siècles avec 218 vassaux, neuf prieurés dont celui de Boxgrove (Sussex) et des bénéfices provenant de plus de 44 localités. Mais elle subit les ravages de la guerre de Cent Ans, détruite le 11 juin 1356 par les Anglo-Navarrais. Reconstruite à l'identique entre 1385 et 1420, périclitant financièrement et spirituellement à partir de sa mise en commende en 1484, elle est réformée par la congrégation de Saint-Maur en 1707.
Bien national à la Révolution, les neuf chanoines abandonnent la vie monacale, les bâtiments conventuels sont vendus et l'église abbatiale devient paroissiale. Dynamitée le 11 juillet 1944, par l’armée allemande en retraite, l'église abbatiale est rebâtie à partir de 1945 sous la direction de Yves-Marie Froidevaux, et rendue au culte en 1958. De nos jours, tout l'été, des concerts sont organisés dans l'abbaye. Le logis abbatial date quant à lui du XVIIIe siècle.
Elle est classée monument historique et abrite plusieurs œuvres également classées au titre objet dont la tête du gisant d'Eudes au Capel (XIIIe), son fondateur.

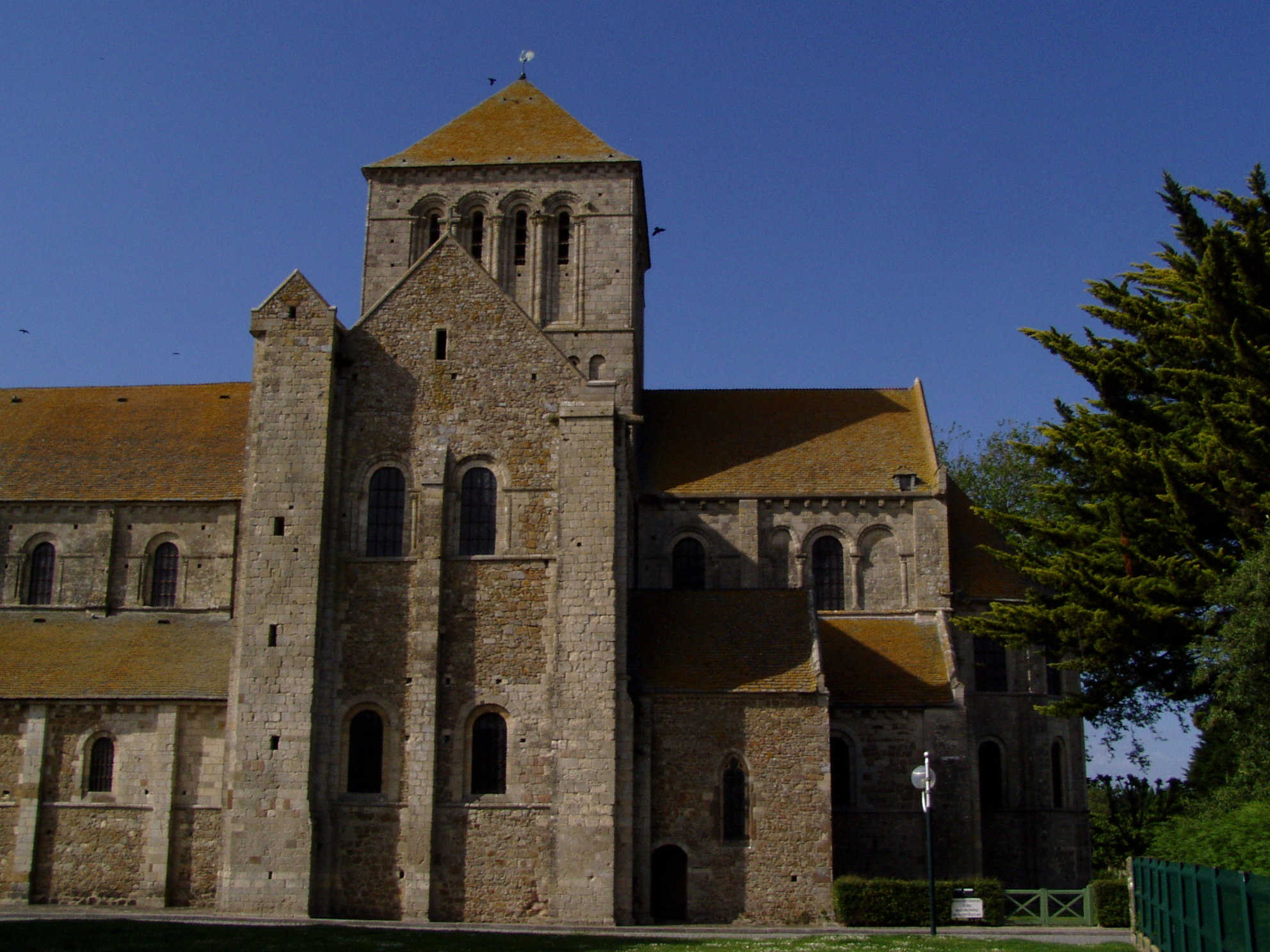
Vue de l'abbaye.
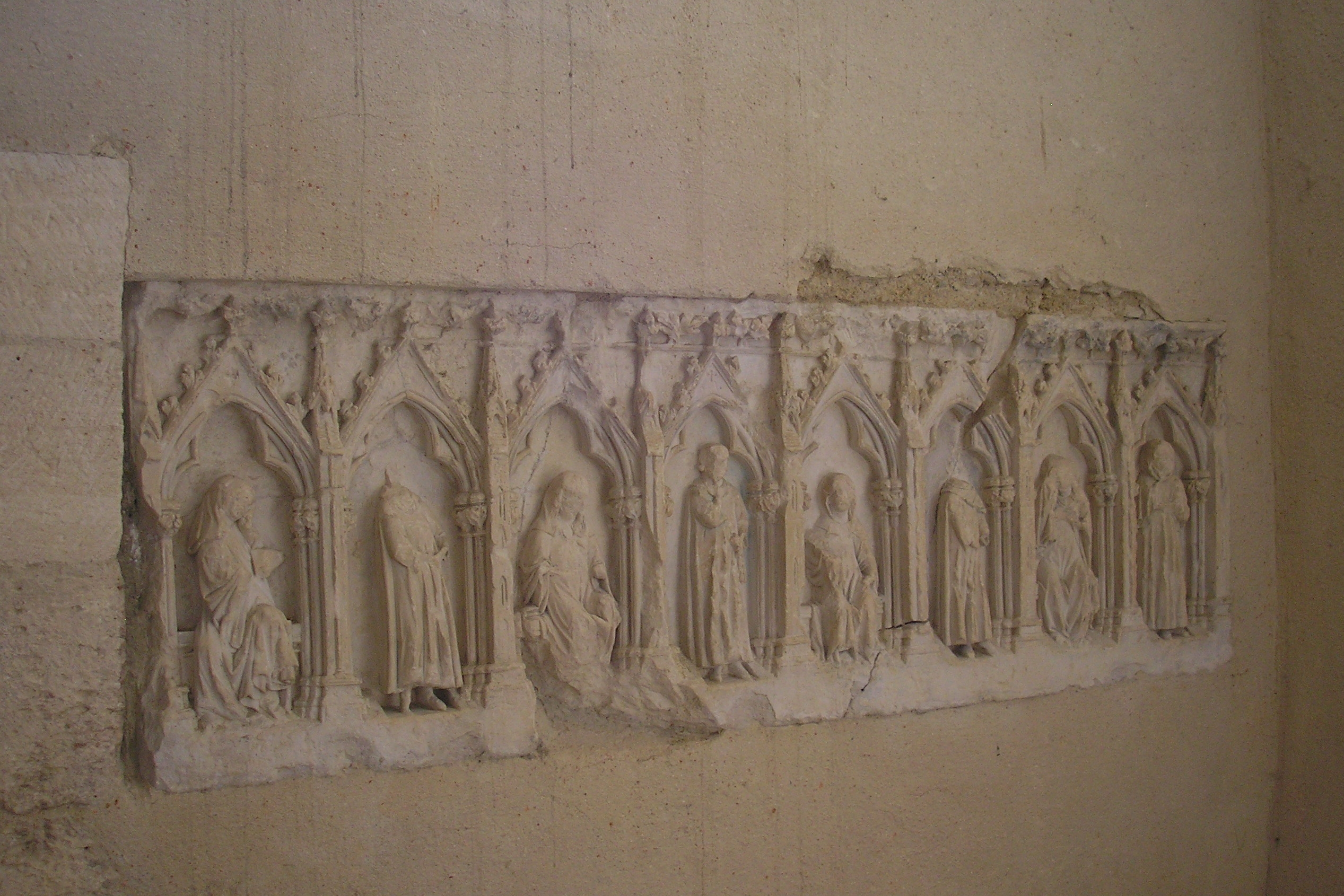
Bas-relief, fragment de tombeau, classé.
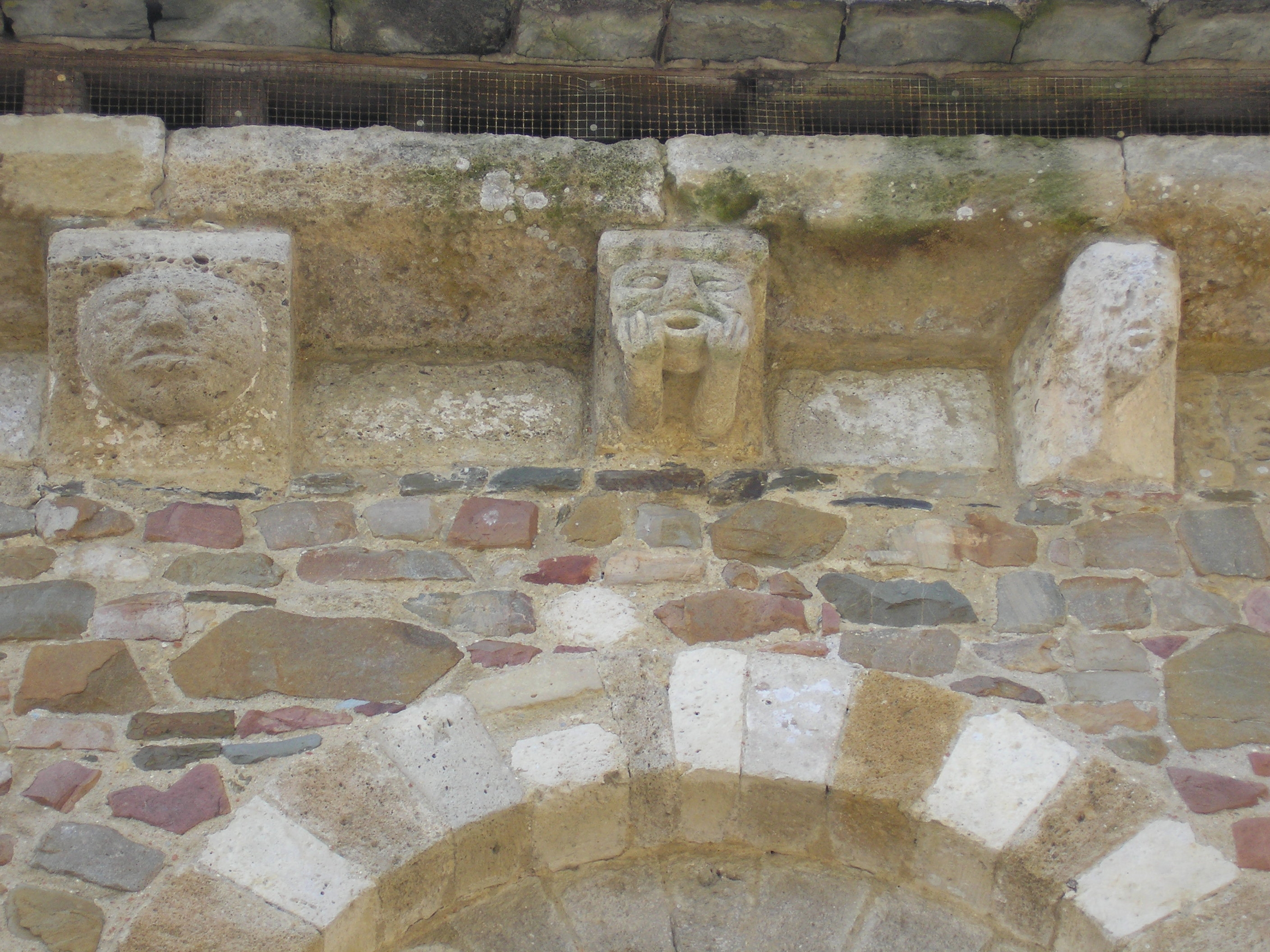
Les modillons de l'abbatiale.

#### Autres lieux et monuments
- Moulin à vent de Cartot.
- Aérodrome de Lessay, baptisé Aérodrome Charles-Lindbergh
- Émetteur LORAN-C de Lessay

### Personnalités liées à la commune
- Théophile-Alphonse Desdevises Du Dezert (1822 - Lessay, 1891), enseignant, professeur de faculté.
- Georges Desdevises Du Dézert (Lessay, 1854 - 1942), écrivain régionaliste et auteur en particulier de « Mon vieux Lessay, le pays, les gens, la vie ».
- Théodore Réaux, industriel fromager, fondateur en 1931 de la laiterie-fromagerie du Val d'Ay, à Lessay, établissements Th. Réaux, où est toujours produit le camembert Réo.
- Charles Lindbergh (1902-1974), qui avant son retour aux USA revient le 4 juin en avion à Lessay avant d'embarquer à Cherbourg et dont la visite suscita un énorme enthousiasme[10].
- Jean-François Le Grand (Lessay, 1942 - ), homme politique, sénateur de la Manche, président du conseil général de la Manche, né et habite à Lessay.

### Héraldique
| Blason de Lessay (commune déléguée) | Blason  | De sable à l'essette contournée d'or. |
| Blason de Lessay (commune déléguée) | Détails |                                       |